# Крик павича
«Крик павича» («Սիրամարգի Ճիչը») — радянський художній фільм 1982 року, знятий режисерами Суреном Бабаяном і Михайлом Довлатяном на кіностудії «Вірменфільм».

## Сюжет
За мотивами оповідання Л. Жуховицького «Літайте літаками». Андрес Мікаелян працює над препаратом проти одного з різновидів лейкемії. Робота ще не закінчена, а юна Анушик потребує термінового лікування. Молодий вчений працює на межі людських можливостей, щоб врятувати дівчину. Фільм дубльований на кіностудії «Мосфільм».

## У ролях
- Володимир Кочарян — Андреас
- Тетяна Плотникова — Емма
- Аліна Ахназарянц — Ануш
- Тетяна Махмурян — роль другого плану
- Галя Новенц — Анна
- Наріне Оганесян — медсестра
- Вардуї Закарян — роль другого плану
- Єлизавета Худабашян — роль другого плану
- Самвел Гаямян — роль другого плану
- Карен Джанібекян — німий
- Левон Нерсесян — роль другого плану
- Григорій Мелік-Авакян — роль другого плану
- Евеліна Шаїрян — роль другого плану
- Володимир Петросян — роль другого плану

## Знімальна група
- Режисери — Сурен Бабаян, Михайло Довлатян
- Сценаристи — Арнольд Агабабов, Фрунзе Довлатян
- Оператор — Артем Мелкумян
- Композитор — Юрій Арутюнян
- Художник — Вардан Седракян